# Донг Хој
Донгхој (виј. Đồng Hới) је град у Вијетнаму у покрајини Кванг Бињ. Налази се 500 километара јужно од Ханоја и излази на Јужно кинеско море. Према резултатима пописа 2009. у граду је живело 103.988 становника.. Град заузима површину од 155,54 км². У граду се налази аеродром Донгхој. Национални парк Фонг Ња-Ке Банг смештен је у Бо Трачу, 50 км североисточно од Донг Хоја.